# Heinz Schüngeler
Heinz Schüngeler (* 21. Februar 1884 in Brachelen, heute zu Hückelhoven; † 16. Februar 1949 in Schmallenberg-Fredeburg, Hochsauerland) war ein Musikpädagoge, Pianist und Komponist.

## Leben
Nach der Schule studierte Schüngeler bei Otto Neitzel und Julius Buths.  Im Jahr 1912 gründete und leitete er ein Musikseminar in Hagen. Ferner war er Leiter des Engelbert-Haas-Konservatoriums in Köln. Schüngeler lebte ab dem Jahr 1943 in dem sauerländischen Ort Fredeburg. Der Klavierpädagoge und Herausgeber von musikalischen Lehrwerken komponierte unter anderem die Fredeburger Kinderlieder. Mit Johannes Hatzfeld vertonte er Lieder und Gedichte von Franz Joseph Koch. Zu seinen Schülern gehörten Hans Posegga und Fritz Emonts.

## Werke (Auswahl)
- Klavierschule. Tonger, Köln.
- Tonleitern und Akkorde – in ihren Grundformen und Ableitungen Klavier.
- Der neue Weg. Etüdenschule für Klavier. Band 1 und 2.
- Mein Klavierbuch – Grundlagen des modernen Klavierunterrichts. Schwann, Düsseldorf.
- Fredeburger Kinderlieder. Schwann, Düsseldorf 1947.